# ペリー郡 (オハイオ州)
ペリー郡（英: Perry County）は、アメリカ合衆国オハイオ州の中央部に位置する郡である。2010年国勢調査での人口は36,058人であり、2000年の34,078人から5.8%増加した。郡庁所在地はニューレキシントン村（人口4,731人）であり、同郡で人口最大の村でもある。
ペリー郡は1818年3月1日に、フェアフィールド郡、ワシントン郡、マスキンガム郡の一部を合わせ、州内55番目の郡として設立された。郡名は米英戦争の英雄オリバー・ハザード・ペリーに因んで名付けられた。州内でも貧しい郡の1つであり、オハイオ州の教育予算に関連して異議申し立てを行った「デロルフ対オハイオ州事件」訴訟が始まった場所でもある。

## 地理
アメリカ合衆国国勢調査局に拠れば、郡域全面積は412.49平方マイル (1,068.3 km2)であり、このうち陸地407.97平方マイル (1,056.6 km2)、水域は4.52平方マイル (11.7 km2)で水域率は1.10%である。

### 隣接する郡
- リッキング郡 - 北
- マスキンガム郡 - 北東
- モーガン郡 - 南東
- アセンズ郡 - 南
- ホッキング郡 - 南西
- フェアフィールド郡 - 西

### 国立保護地域
- ウェイン国立の森（部分）

## 人口動態
以下は2000年国勢調査による人口統計データである。
| 基礎データ - 人口: 34,078人 - 世帯数: 12,500 世帯 - 家族数: 9,350 家族 - 人口密度: 32人/km2（83人/mi2） - 住居数: 13,655軒 - 住居密度: 13軒/km2（33軒/mi2） 人種別人口構成 - 白人: 98.54% - アフリカン・アメリカン: 0.22% - ネイティブ・アメリカン: 0.28% - アジア人: 0.10% - 太平洋諸島系: 0.01% - その他の人種: 0.09% - 混血: 0.76% - ヒスパニック・ラテン系: 0.45% 年齢別人口構成 - 18歳未満: 28.1% - 18-24歳: 8.5% - 25-44歳: 29.1% - 45-64歳: 22.3% - 65歳以上: 12.0% - 年齢の中央値: 35歳 - 性比（女性100人あたり男性の人口） - 総人口: 98.9 - 18歳以上: 95.4 | 世帯と家族（対世帯数） - 18歳未満の子供がいる: 36.7% - 結婚・同居している夫婦: 60.1% - 未婚・離婚・死別女性が世帯主: 9.8% - 非家族世帯: 25.2% - 単身世帯: 21.4% - 65歳以上の老人1人暮らし: 9.9% - 平均構成人数 - 世帯: 2.70人 - 家族: 3.13人 収入と家計 - 収入の中央値 - 世帯: 34,383米ドル - 家族: 40,294米ドル - 性別 - 男性: 31,664米ドル - 女性: 21,147米ドル - 人口1人あたり収入: 15,674米ドル - 貧困線以下 - 対人口: 11.8% - 対家族数: 9.4% - 18歳未満: 15.2% - 65歳以上: 12.7% |

## 郡区

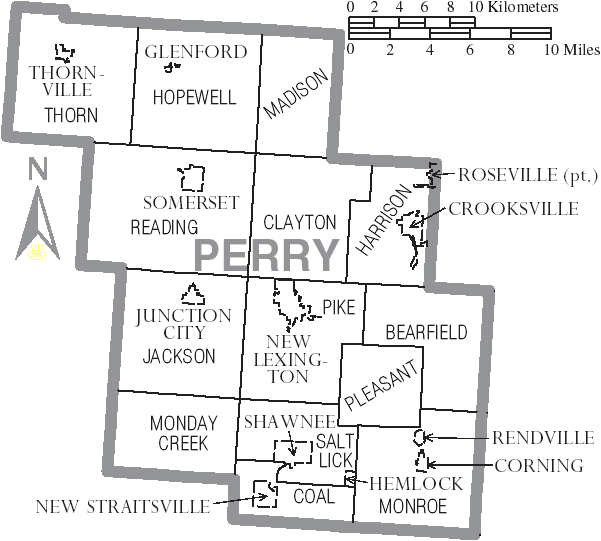
ペリー郡図

ペリー郡は下記14の郡区に分割されている。
| - ベアフィールド - クレイトン - コール - ハリソン - ホープウェル | - ジャクソン - マディソン - マンデイクリーク - モンロー - パイク | - プレザント - レディング - ソルトリック - ソーン |

### 村
| - コーニング - クルックスビル - グレンフォード - ヘムロック | - ジャンクションシティ - ニューレキシントン - 郡庁所在地 - ニューストレーツビル - レンドビル | - ローズビル - ショーニー - サマセット - ソーンビル |

### 未編入の町
| - ブリストル - ミリガン - マウントペリー | - モクサハラ - レホボース |

### 廃村
- サントーイ